# Lionel Derrick
 (février 2023).
Si vous disposez d'ouvrages ou d'articles de référence ou si vous connaissez des sites web de qualité traitant du thème abordé ici, merci de compléter l'article en donnant les références utiles à sa vérifiabilité et en les liant à la section « Notes et références ».
Pour les articles homonymes, voir Derrick (homonymie).
Lionel Derrick est le pseudonyme collectif des écrivains américains Chet Cunningham et Mark K. Roberts. Entre 1973 et 1984, ils écrivent les cinquante-trois romans de la série consacrée à l'agent spécial Mark Hardin.

## Biographie
Pour le compte de la maison d'édition américaine Pinnacle Books, les romanciers Chet Cunningham et Mark K. Roberts écrivent une série policière matinée d'aventure et d'espionnage ayant pour personnage principal l'ancien vétéran de la guerre du Viêt Nam Mark Hardin. Aujourd'hui agent indépendant pour les États-Unis, il lutte contre différentes organisations criminelles au cours de ces missions afin de protéger son pays.
Succès commercial à son lancement, cette série compte cinquante-trois romans publiés de 1973 à 1984. En France, la maison d'édition Fleuve noir sort en 1980 la collection Mark Hardin. Les vingt-quatre premiers épisodes de cette série y sont publiés, le dernier en 1985.

## Œuvre

### SérieMark HardinouThe Penetrator
- The Target Is H (1973) Publié en français sous le titre Cible H : comme héroïne, traduction de Jacqueline Lassard, Paris, Fleuve noir, coll. « Mark Hardin » no 1, 1980.
- Blood On the Strip (1973) Publié en français sous le titre Des filles pour Las Vegas, traduction de Jacqueline Lassard, Paris, Fleuve noir, coll. « Mark Hardin » no 2, 1980.
- Capitol Hell (1974) Publié en français sous le titre L'Enfer t'attend au Capitole, traduction de Jacqueline Lassard, Paris, Fleuve noir, coll. « Mark Hardin » no 3, 1980.
- Hijacking Manhattan (1974) Publié en français sous le titre Terreur sur New-York, traduction de Jacqueline Lassard, Paris, Fleuve noir, coll. « Mark Hardin » no 4, 1980.
- Mardi Gras Massacre (1974) Publié en français sous le titre Carnaval Massacre, traduction de Jacqueline Lassard, Paris, Fleuve noir, coll. « Mark Hardin » no 5, 1981, réédition Genève, Edito-Service, coll. « Les Classiques du crime », 1983.
- Tokyo Purple (1974) Publié en français sous le titre Ombre écarlate sur Tokyo, traduction de Jacqueline Lassard, Paris, Fleuve noir, coll. « Mark Hardin » no 6, 1980.
- Baja Bandidos (1974) Publié en français sous le titre Les Démons de Baja, traduction de Jacqueline Lassard, Paris, Fleuve noir, coll. « Mark Hardin » no 7, 1980.
- Northwest Contract (1975) Publié en français sous le titre Opération coup de balai, traduction de Jacqueline Lassard, Paris, Fleuve noir, coll. « Mark Hardin » no 8, 1981.
- Dodge City Bombers (1975) Publié en français sous le titre Les Empoisonneurs du Kansas, traduction de Jacqueline Lassard, Paris, Fleuve noir, coll. « Mark Hardin » no 9, 1981.
- The Hellbomb Flight (1975) Publié en français sous le titre La Mort sur orbite, traduction de Jacqueline Lassard, Paris, Fleuve noir, coll. « Mark Hardin » no 10, 1981.
- Terror in Taos (1975) Publié en français sous le titre Du sang sur les turquoises, traduction de Jacqueline Lassard, Paris, Fleuve noir, coll. « Mark Hardin » no 11, 1981.
- Bloody Boston (1976) Publié en français sous le titre Un cercueil pour le parrain, traduction de Jacqueline Lassard, Paris, Fleuve noir, coll. « Mark Hardin » no 12, 1981.
- The Dixie Death Squad (1976) Publié en français sous le titre La Tigresse d'Atlanta, traduction de Jacqueline Lassard, Paris, Fleuve noir, coll. « Mark Hardin » no 13, 1982.
- Mankill Sport (1976) Publié en français sous le titre La Forêt de l'horreur, traduction de Jacqueline Lassard, Paris, Fleuve noir, coll. « Mark Hardin » no 14, 1982.
- The Quebec Connection (1976) Publié en français sous le titre Echec au Québec, traduction de Jacqueline Lassard, Paris, Fleuve noir, coll. « Mark Hardin » no 15, 1982.
- Deepsea Shootout (1976) Publié en français sous le titre Alerte aux pirates, traduction de Jacqueline Lassard, Paris, Fleuve noir, coll. « Mark Hardin » no 16, 1983.
- Demented Empire (1976) Publié en français sous le titre L'Empire du fou, traduction de Jacqueline Lassard, Paris, Fleuve noir, coll. « Mark Hardin » no 17, 1983.
- Countdown to Terror (1977) Publié en français sous le titre Compte à rebours vers l'enfer, traduction de Jacqueline Lassard, Paris, Fleuve noir, coll. « Mark Hardin » no 18, 1983.
- Panama Power Play (1977) Publié en français sous le titre Pagaille à Panama, traduction de Jacqueline Lassard, Paris, Fleuve noir, coll. « Mark Hardin » no 19, 1983.
- The Radiation Hit (1977) Publié en français sous le titre La Mort en habit de plomb, traduction de Jacqueline Lassard, Paris, Fleuve noir, coll. « Mark Hardin » no 20, 1984.
- The Supergun Mission (1977) Publié en français sous le titre De la chair à cannon, traduction de Jacqueline Lassard, Paris, Fleuve noir, coll. « Mark Hardin » no 21, 1984.
- High Disaster (1977) Publié en français sous le titre Ouragan sur l'Oregon, traduction de Jacqueline Lassard, Paris, Fleuve noir, coll. « Mark Hardin » no 22, 1985.
- Divine Death (1977) Publié en français sous le titre Secte abjecte, traduction de Jacqueline Lassard, Paris, Fleuve noir, coll. « Mark Hardin » no 23, 1985.
- Cryogenic Nightmare (1978) Publié en français sous le titre Le Cauchemar qui venait du froid, traduction de Jacqueline Lassard, Paris, Fleuve noir, coll. « Mark Hardin » no 24, 1985.
- Floating Death (1978)
- Mexican Brown (1978)
- The Animal Game (1978)
- The Skyhigh Betrayers (1978)
- Aryan Onslaught (1979)
- Computer Kill (1979)
- Oklahoma Firefight (1979)
- Showbiz Wipeout (1979)
- Satellite Slaughter (1979)
- Death Ray Terror (1979)
- Black Massacre (1980)
- Deadly Silence (1980)
- Candidate's Blood (1980)
- Hawaiian Trackdown (1980)
- Cruise into Chaos (1980)
- Assassination Factor (1980)
- Hells Hostages (1981)
- Inca Gold Hijack (1981)
- Rampage in Rio (1981)
- Deep Cover Blast Off (1981)
- Quaking Terror (1982)
- Terrorist Torment (1982)
- Orphan Army (1982)
- Jungle Blitz (1982)
- Satan's Swarm (1982)
- Neutron Nightmare (1983)
- Plundered Paradise (1983)
- Brotherhood of Blood (1983)
- City of the Dead (1984)